# Phước Đức cổ miếu
Phước Đức cổ miếu (chữ Hán: 福德古廟)(vì thờ Phước Đức chính thần, ngoài ra còn được gọi là chùa Bang); tọa lạc tại số 74, đường Điện Biên Phủ, phường 3 cũ, thành phố Bạc Liêu cũ, tỉnh Bạc Liêu cũ (nay là số 74, đường Điện Biên Phủ, phường Bạc Liêu, tỉnh Cà Mau), Việt Nam.

## Nguồn gốc, kiến trúc

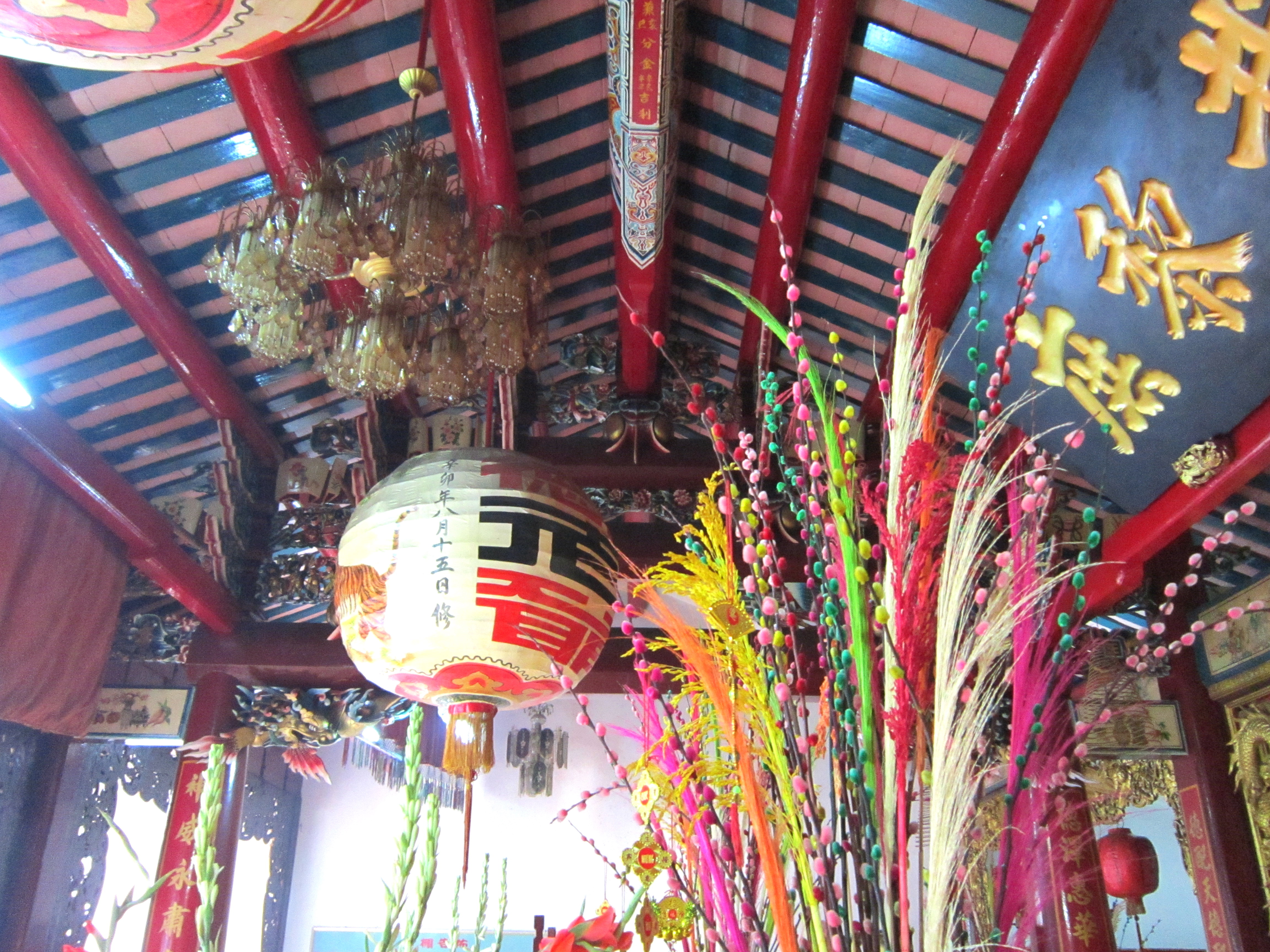
Kết cấu gỗ trên nóc mái

## Thờ cúng

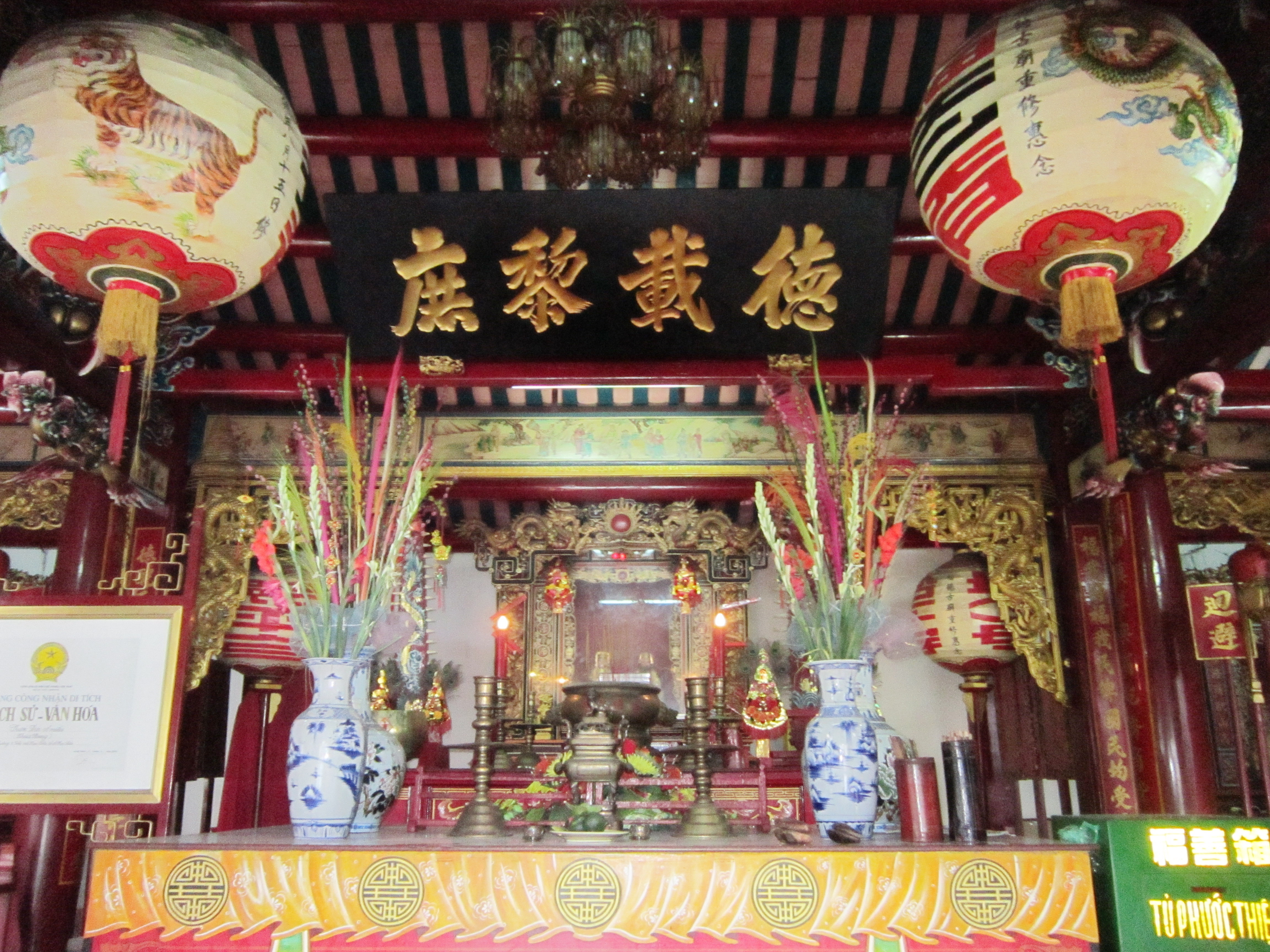
Bàn thờ Phước Đức chính thần

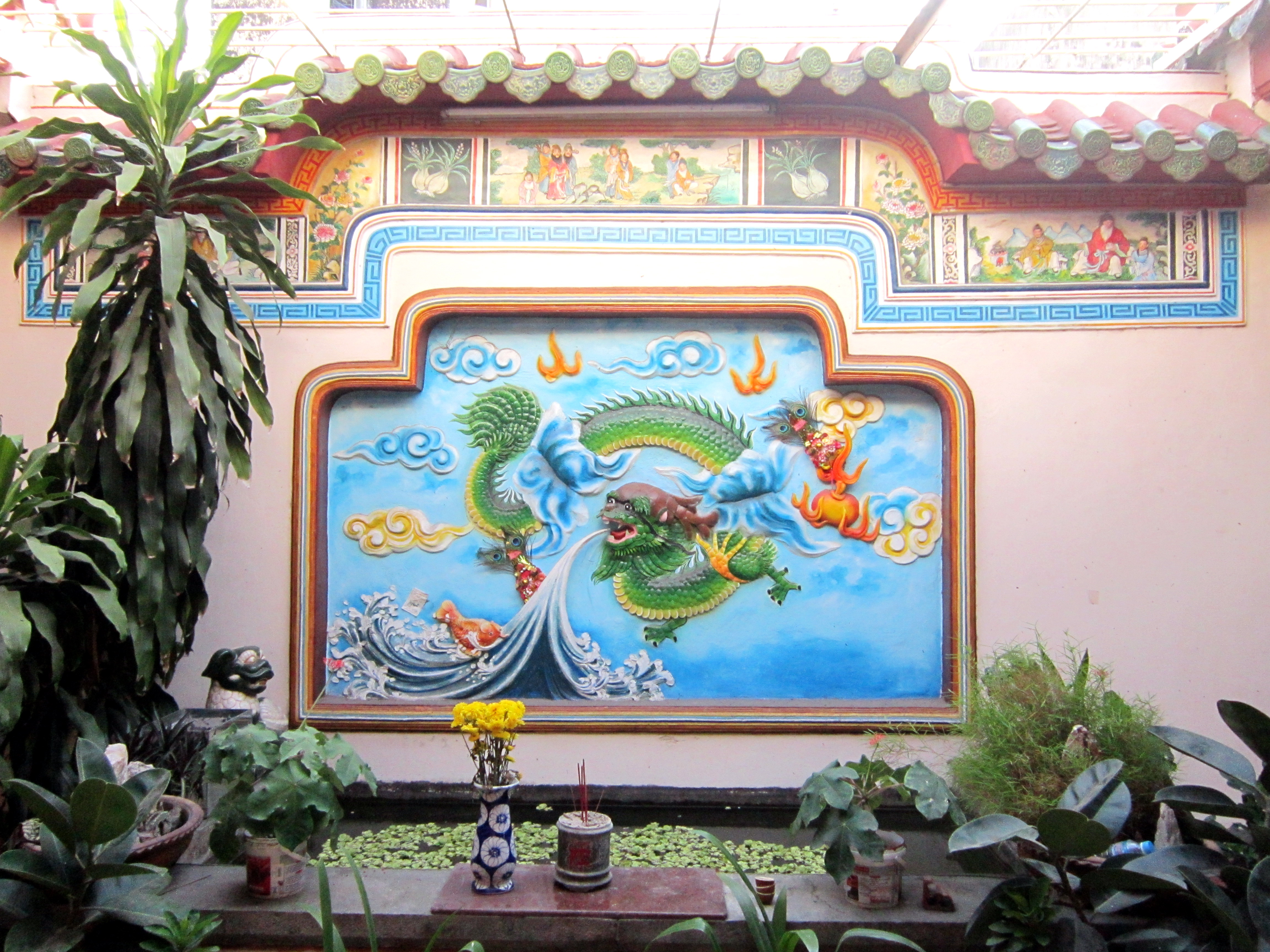
Một trong hai phù điêu ở tường rào phía trong của ngôi miếu